# یواس‌اس اوداکس (اس‌اس-۴۸۴)
یواس‌اس اوداکس (اس‌اس-۴۸۴) (به انگلیسی: USS Odax (SS-484)) یک زیردریایی بود که طول آن ۳۱۱ فوت ۸ اینچ (۹۵٫۰۰ متر) بود. این زیردریایی در سال ۱۹۴۵ ساخته شد.